# Stazione di Halle (Belgio)
La stazione di Halle, nel Brabante Fiammingo, è una stazione ferroviaria belga; è stata aperta il 18 maggio 1840 e si trova sulle linee HSL 1, 26, 94 e 96. I servizi ferroviari in questa stazione sono gestiti dalla Società Nazionale delle Ferrovie del Belgio (NMBS). Il 15 febbraio 2010 si è verificato l'incidente ferroviario di Buizingen tra le stazioni di Halle e Buizingen, uccidendo 19 persone e ferendone 171.

## Storia
La stazione di Halle divenne operativa il 18 maggio 1840, grazie al contributo dell'Amministrazione delle Ferrovie dello Stato Belghe, in contemporanea all'entrata in servizio del tratto da Bruxelles a Tubize della Compagnie du chemin de fer de Bruxelles-Midi a Mons.
Il 16 gennaio 1866 divenne una stazione di raccordo quando la Compagnie du chemin de fer direct de Bruxelles à Lille et Calais mise in servizio il tratto da Halle ad Ath della linea verso Tournai e la frontiera francese, gestita direttamente dallo Stato belga.
Nel 1887 il primo fabbricato viaggiatori della stazione lasciò il posto ad uno più imponente, in stile neorinascimentale fiammingo, progettato dall'architetto Henri Fouquet.
La costruzione della linea ad alta velocità HSL 1 ha richiesto la demolizione nel 1993 del vecchio fabbricato viaggiatori e la costruzione di uno nuovo lungo il canale Bruxelles-Charleroi.
L'attuale stazione, parzialmente sotterranea, è costituita da un edificio con tetto di vetro, mentre i binari, che sono sotto l'edificio, sono all'aperto.
Nel 1988 cessa il traffico merci in fermata nella stazione.

## Servizi ferroviari
La stazione è servita dai seguenti servizi:
- Servizi interurbani (IC-06) Tournai - Ath - Halle - Bruxelles - Aeroporto di Bruxelles
- Servizi interurbani (IC-11) Binche - Braine-le-Comte - Halle - Bruxelles - Mechelen - Turnhout (giorni feriali)
- Servizi interurbani (IC-11) Binche - Braine-le-Comte - Halle - Bruxelles - Schaarbeek (fine settimana)
- Servizi interurbani (IC-14) Quiévrain - Mons - Braine-le-Comte - Halle - Bruxelles - Lovanio - Liegi (giorni feriali)
- Servizi interurbani (IC-26) Kortrijk - Tournai - Halle - Bruxelles - Dendermonde - Lokeren - Sint Niklaas (giorni feriali)
- Servizi RER di Bruxelles (S2) Braine-le-Comte - Halle - Bruxelles - Leuven
- Servizi RER di Bruxelles (S5) (Geraardsbergen -) Enghien - Halle - Etterbeek - Bruxelles-Lussemburgo - Mechelen (giorni feriali)
- Servizi RER di Bruxelles (S5) Halle - Etterbeek - Bruxelles-Schuman - Mechelen (fine settimana)
- Servizi RER di Bruxelles (S6) Aalst - Denderleeuw - Geraardsbergen - Halle - Bruxelles - Schaarbeek (giorni feriali)
- Servizi RER di Bruxelles (S6) Denderleeuw - Geraardsbergen - Halle - Bruxelles - Schaarbeek (fine settimana)
- Servizi RER di Bruxelles (S7) Halle - Merode - Vilvoorde (giorni feriali)

## Galleria d'immagini

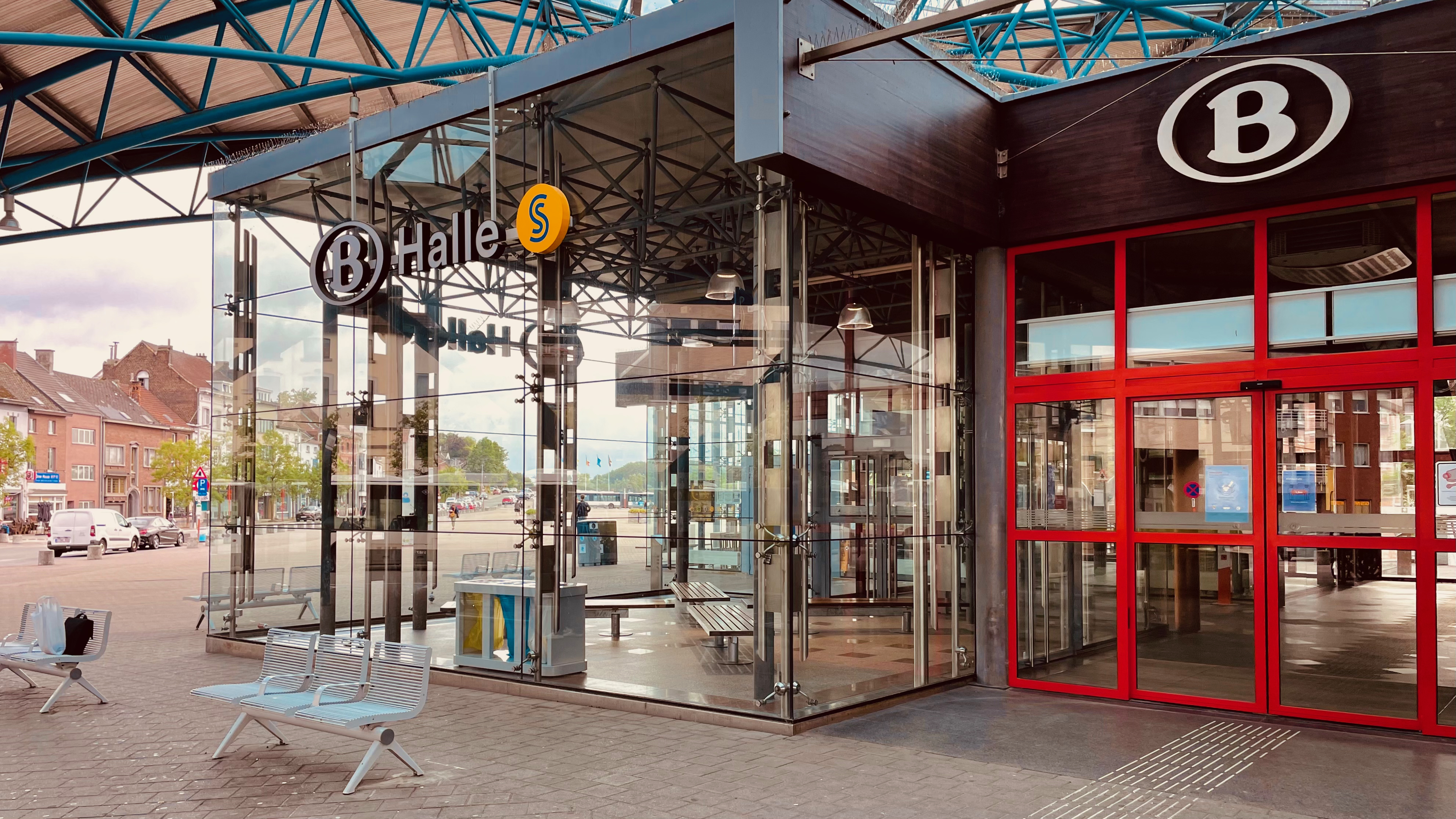
L'edificio della stazione
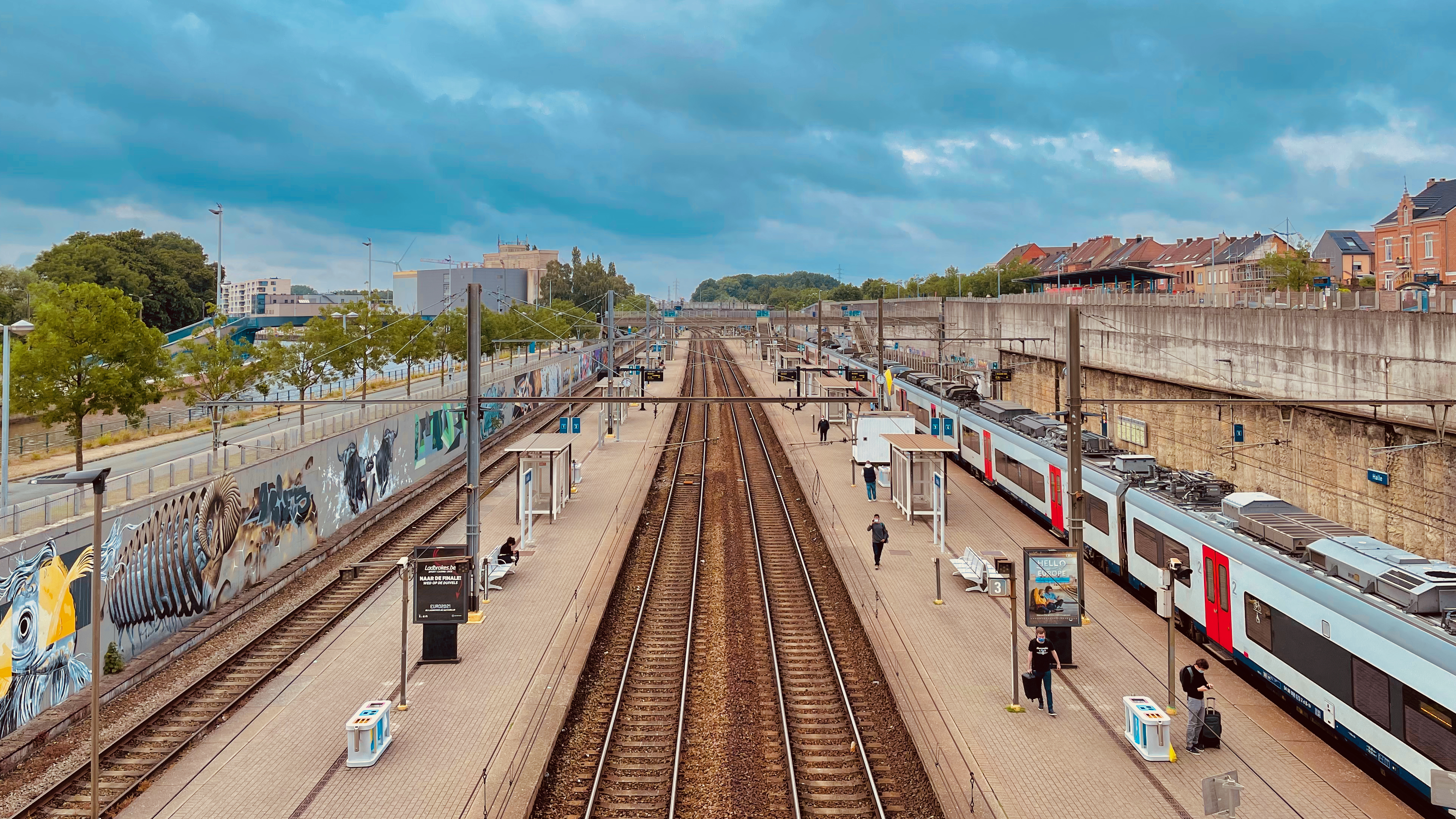
Veduta dei binari
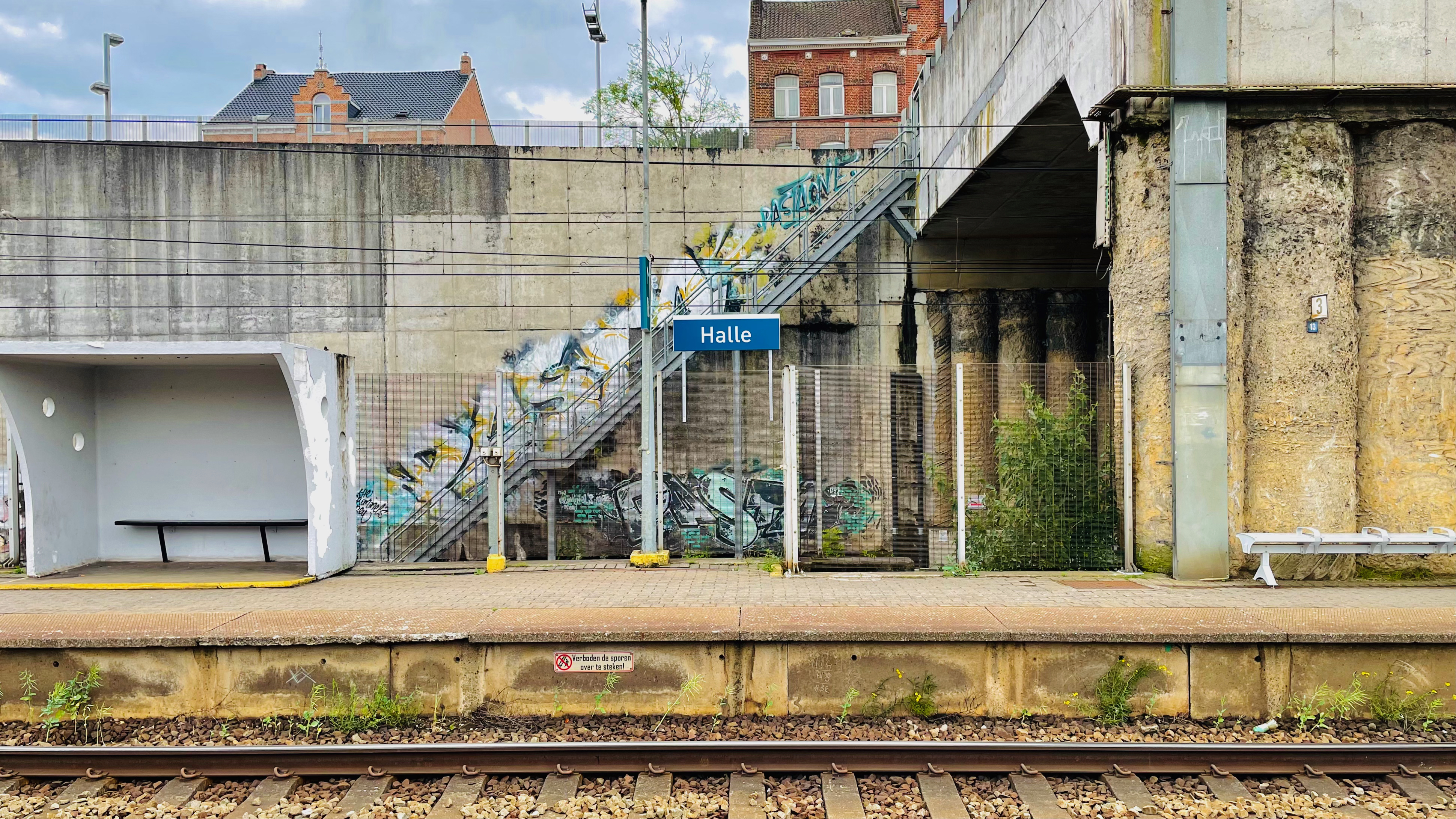
Cartello con il nome del luogo su un binario
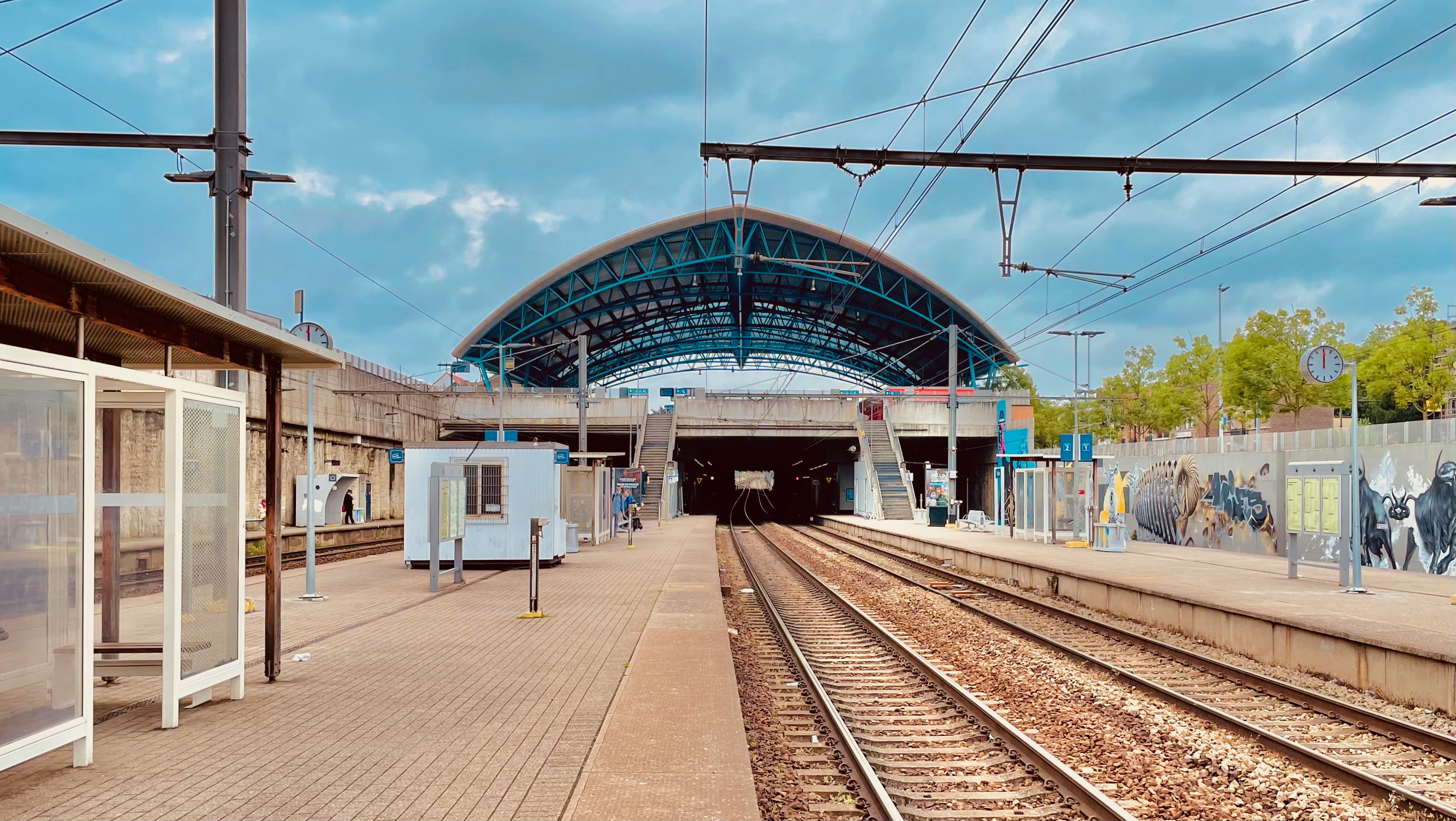
Veduta dei binari
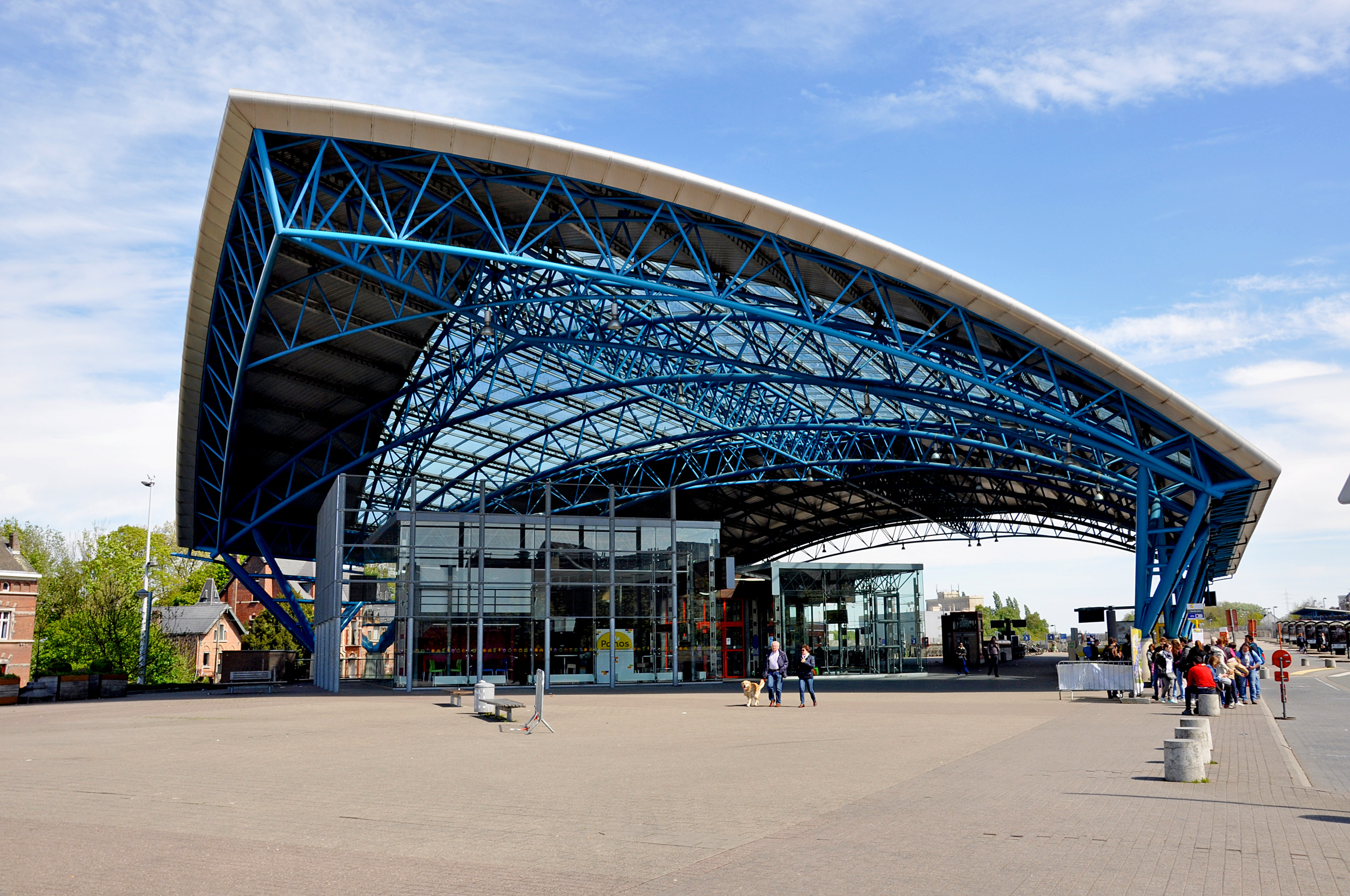
La stazione (2017)